# Lessard-le-National
Lessard-le-National é uma comuna francesa na região administrativa de Borgonha-Franco-Condado, no departamento Saône-et-Loire. Estende-se por uma área de 10,5 km². Em 2010 a comuna tinha 661 habitantes (densidade: 63 hab./km²).